# Keith Roberts Porter
Keith Roberts Porter (Yarmouth, 11 de junho de 1912 – Bryn Mawr, 2 de maio de 1997) foi um biólogo celular canadense naturalizado estadunidense. Realizou pesquisas pioneiras em biologia usando microscopia eletrônica de células, como em estruturas de microtúbulos 9+2 no axonema de cílios. Porter também contribuiu para o desenvolvimento de outros métodos experimentais, como a cultura celular e a transferência nuclear. Ele também foi responsável por dar nome ao retículo endoplasmático.